# Göndörszőrű retriever
A göndörszőrű retriever (Curly-coated Retriver) egy angol vadászkutya-fajta.

## Történet
Kialakulása az 1800-as évekre tehető. Pontos származása nem ismert, de hasonló szőrzetű vízi spánielek szerepelhetnek ősei között. Emellett a korai labradorok és az uszkárok is szóba jöhetnek. A retrieverek egyik legrégibb képviselője. Ausztráliában és Új-Zélandon mind a mai napig népszerű, fürjre és vízimadarakra vadásznak vele. Habozás nélkül veti magát a vízbe, szőrzete nem ázik át és gyorsan megszárad.

## Külleme
Marmagassága 64-69 centiméter, tömege 32-36 kilogramm. A retrieverek nagy testű, mozgékony, kellemes benyomást keltő képviselője. Színe fekete vagy májszínű. Pofáján a szőrzet vékony és sima, testén viszont dús és göndör. Nem kell trimmelni.

## Jelleme
Természete barátságos és értelmes.  